# Mohamed Sow Sow
Mohamed Sow Sow (Dakar, Senegal, 24 de enero de 2000) más conocido deportivamente como Mohamed Sow es un futbolista hispano senegalés que desempeña la posición de centrocampista. Actualmente y desde 2020 forma parte de la plantilla del CE Carroi de la Primera División de Andorra.

## Trayectoria deportiva

### Inicios
Nacido en Dakar, a muy temprana edad viajó hasta Europa para vivir junto a su familia en Madrid. Su primer equipo fue la cantera del Club Atlético de Madrid donde permaneció por tres campañas. Después, siguió formándose en otros clubes del fútbol base madrileño como el CD Lucero Linces, EF Villa de Madrid o dos temporadas en el CD Isoba, hasta su último año como juvenil, Club desde el cual, con dieciocho años, el centrocampista senegalés puso rumbo a los Estados Unidos para recalar en el combinado juvenil del Football Club Dallas. En invierno de 2018 pasó a formar parte del conjunto juvenil del Club de Fútbol Fuenlabrada hasta final de campaña. El curso siguiente haría su debut como jugador sénior en las filas del CDF Tres Cantos hasta final de esa campaña.

### Andorra
Tras su debut sénior, en verano de 2020 firmó como jugador profesional en el CE Carroi de Primera División de Andorra bajo las órdenes del técnico Paco Montesinos.

## Carrera deportiva

### Clubes
| Club               | País           | Año               |
| ------------------ | -------------- | ----------------- |
| FC Dallas U19      | Estados Unidos | 2018              |
| CF Fuenlabrada U19 | España         | 2018 - 2019       |
| CD Isoba U19       | España         | 2016 - 2018       |
| CE Carroi          | Andorra        | 2020 - Actualidad |